# ハルカススカイラン
ハルカススカイランとは、あべのハルカス（〒545-6090：大阪府大阪市阿倍野区）で2016年（平成28年）より開催されている国内初の垂直マラソンの世界大会である。正式名称は「Vertical World Circuit 大阪大会 ハルカススカイラン」である。

## 概要
ランナーはあべのハルカスの最上階である60階まで1610段ある非常階段を走る。一般ランナーであれば、完走すれば完走証が、3位以内に入れば表彰、1位は香港大会への招待がある（2017年（平成29年）時点)。更にエリートランナーの3位以内の完走者には賞金が授与される。尚、ファミリーの部を除いた部門の完走者に至っては展望料金の支払いは不要である。

## 主な出場者
- 猫ひろし - 2017年（平成29年）の大会で初出場。（完走タイムは11分18秒）
- 森脇健児 - 2018年（平成30年）の大会で初出場。

## 部門
- エリートランナーの部
- 一般ランナーの部
- ファミリーの部（※ 25階がフィニッシュとなるため展望には料金が必要。）
- 大学対抗の部
- 企業対抗の部